# 梅ヶ島温泉郷
梅ヶ島温泉郷（うめがしまおんせんきょう）は、静岡県静岡市葵区（旧安倍郡梅ヶ島村）にある温泉郷。梅ヶ島温泉、コンヤ温泉、梅ヶ島新田温泉で構成される。

## 概要
2,000メートル級の山々に囲まれ、周辺は奥大井県立自然公園に指定されており、安倍の大滝や赤水の滝などの梅ヶ島七滝でも知られる。山梨県との県境に近く、交通アクセスに課題があったが静岡県道29号梅ケ島温泉昭和線が整備され改善された。
2017年（平成29年）5月に梅ヶ島温泉郷国民保養地温泉に指定された。なお、環境省の国民保養温泉地計画書では、2017年（平成29年）5月の計画書では民間事業者が独自の温泉源で整備していた梅ヶ島金山温泉を含めた4温泉の総称としていたが、梅ヶ島金山温泉にあった唯一の旅館は2020年（令和2年）3月で閉館。2023年（令和5年）3月の計画書では梅ヶ島金山温泉の記載はなく、3温泉の総称としている。

## 各温泉

### 現存
- 梅ヶ島温泉
  - 泉質は単純硫黄泉[1]
  - 源泉数12、旅館6施設、民泊施設、公衆浴場2施設（2023年現在）[1]
- 梅ヶ島新田温泉
  - 泉質はナトリウム－炭酸水素塩温泉[1]
  - 源泉数1（梅ヶ島新田2号）、旅館2施設、公衆浴場1施設（2023年現在）[1]
  - 公衆浴場として1999年（平成11年）に開業し、2024年（令和6年）3月23日にリニューアルオープンした静岡市営梅ヶ島新田温泉「黄金の湯」がある[5]。
- 梅ヶ島コンヤ温泉
  - 泉質は単純硫黄泉[1]
  - 源泉数1（梅ヶ島コンヤ2号）、旅館4施設で1施設が休業中（2023年現在）[1]

### 過去
- 梅ヶ島金山温泉
  - 泉質はナトリウム－炭酸水素塩温泉[3]
  - 源泉数1、旅館1施設（2017年時点[3]）があったが2020年3月に閉館[4]